# Hertig Johan av Östergötland
"Hertig Johan" kan också syfta på Johan III före trontillträdet.

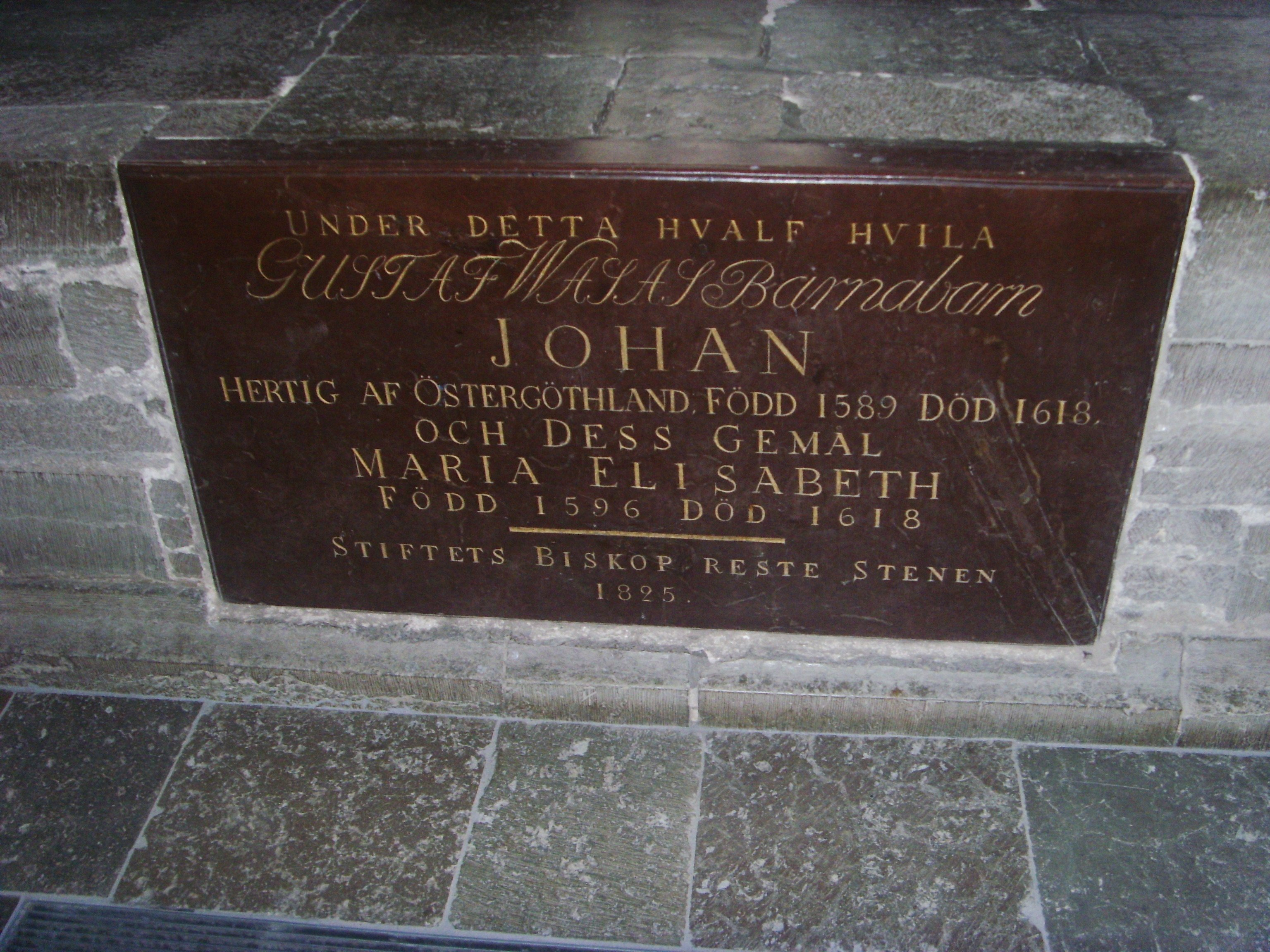
I Linköpings domkyrka hittas hertig Johans gravplats. Texten på minnesstenen lyder: Under detta hvalf hvila Gustaf Wasas barnabarn Johan, hertig af Östergöthland, född 1589, död 1618, och dess gemål Maria Elisabeth, född 1596, död 1618. Stiftets biskop reste stenen 1825.

Johan, född 18 april 1589 på Uppsala slott, död 5 mars 1618 på Bråborg vid Bråviken i Östergötland, var en svensk prins, hertig av Östergötland, hertig av Finland (1590–1606), son till Johan III och Gunilla Johansdotter (Bielke af Åkerö), halvbror till Sigismund, brorson till Karl IX, kusin till Gustav II Adolf.

## Biografi

### Uppväxt
Som ettåring blev han hertig i Finland och greve till Åland och Bråborg i Östergötland. Han blev faderlös vid tre års ålder och efter att han fyllt åtta år, dog även hans mor. Han fick sin uppfostran tillsammans med sin fem år yngre kusin, sedermera Gustav II Adolf, och behandlades av sin farbror, hertig Karl, på alla sätt som dennes egen son.
Efter att halvbrodern Sigismund förklarats avsatt 1599 var det farbrodern Karl IX som tog makten istället för den då tio år gamle Johan, som formellt enligt successionsordningen stod på tur som regent. Johan avsade sig formellt sina anspråk på kronan år 1604 i och med Norrköpings arvförening. Istället erhöll han löften om flera hertigdömen, bland annat norra och västra Östergötland, Kinda och Ydre härad i Småland, Läckö län samt hela Dal. 
Tillsammans med drottning Kristina av Holstein-Gottorp och rikets råd var han 1605 medlem av regeringen, medan Karl IX låg i fält i Livland. Året därpå fick han tillträda sina hertigdömen; dessa förändrades dock 1609 då han i utbyte mot Läckö och Dal istället fick Stegeborgs län.
Efter Karl IX:s död 1611 deltog Johan i den regering som förde riksstyrelsen. Vid riksdagen i Nyköping samma år antogs Gustav II Adolf till konung och Johan förnyade sin avsägelse. Som tack fick han sitt hertigdöme utvidgat med flera härader i Västergötland.

### Äktenskap och styret av hertigdömet
Den 29 november 1612 giftes Johan med sin kusin Maria Elisabet på slottet Tre Kronor i Stockholm. Hon var född som dotter till Karl IX, den 10 mars 1596 på Örebro slott och dog den 7 augusti 1618 på Bråborgs slott. Äktenskapet blev barnlöst och tillika mycket olyckligt. Dessutom dog Maria Elisabet i ung ålder, endast 22 år gammal. 
Johan lät bygga Motala hus och bodde tidvis på Vadstena slott, men hade också stor betydelse för Norrköpings utveckling. Bland annat drog han upp riktlinjerna för den nya stadsdelen Saltängen och lade även grunden till Holmens bruk där man startade tillverkning av vapen. Han kom att förnya och utvidga Skövdes stadsprivilegier 1608, och omvandla staden till stiftsstad (furstlig superintendentur) 1612–1618, vars superintendent blev Sylvester Phrygius. Slottet Johannisborg – ett företag som höll på att ruinera hertigdömet – fick han aldrig se färdigt. Han dog under byggnadstiden, och begravdes i Linköpings domkyrka.
Hertig Johan innehade även mynträtt, och präglade egna mynt i Vadstena och Söderköping 1608–1618.

## Övrigt
I Skövde har man namngivit sitt huvudtorg till Hertig Johans torg och sin huvudgata till Hertig Johans gata efter Johan. Skövde ligger i de delarna av Västergötland som då räknades till Johans hertigdöme.
I Mjölby finns ett bostadsområdet som döpts till Hertig Johan.